# Another Side of Bob Dylan
Another Side of Bob Dylan – czwarty album studyjny Boba Dylana, wydany w 1964 roku przez wytwórnię Columbia Records.
Płytę nagrano w Columbia Studios w Nowym Jorku. Na albumie, którego producentem jest Tom Wilson, znalazło się 11 utworów. Na okładce znajduje się zdjęcie Boba Dylana. Album znalazł się na 43. miejscu w notowaniach w USA i na 8. miejscu notowaniach brytyjskich.

## Lista utworów
| 1.  | „All I Really Want to Do”                               | 4:04  |
|     |                                                         |       |
| 2.  | „Black Crow Blues”                                      | 3:14  |
|     |                                                         |       |
| 3.  | „Spanish Harlem Incident”                               | 2:24  |
|     |                                                         |       |
| 4.  | „Chimes of Freedom”                                     | 7:10  |
|     |                                                         |       |
| 5.  | „I Shall Be Free No. 10”                                | 4:47  |
|     |                                                         |       |
| 6.  | „To Ramona”                                             | 3:52  |
|     |                                                         |       |
| 7.  | „Motorpsycho Nitemare”                                  | 4:33  |
|     |                                                         |       |
| 8.  | „My Back Pages”                                         | 4:22  |
|     |                                                         |       |
| 9.  | „I Don’t Believe You (She Acts Like We Never Have Met)” | 4:22  |
|     |                                                         |       |
| 10. | „Ballad in Plain D”                                     | 8:16  |
|     |                                                         |       |
| 11. | „It Ain’t Me Babe”                                      | 3:33  |
|     |                                                         |       |
|     |                                                         | 50:37 |
|     |                                                         |       |